# 4194 Sweitzer
4194 Sweitzer eller 1982 RE är en asteroid i huvudbältet som upptäcktes den 15 september 1982 av den amerikanske astronomen Edward L.G. Bowell vid Anderson Mesa Station. Den är uppkallad efter Paul A. Sweitzer.
Asteroiden har en diameter på ungefär 17 kilometer.